# Sabari (huyện)
Sabari là một huyện thuộc tỉnh Khowst, Afghanistan. Dân số thời điểm năm 1999 là 30,105 người.